# Metinvest

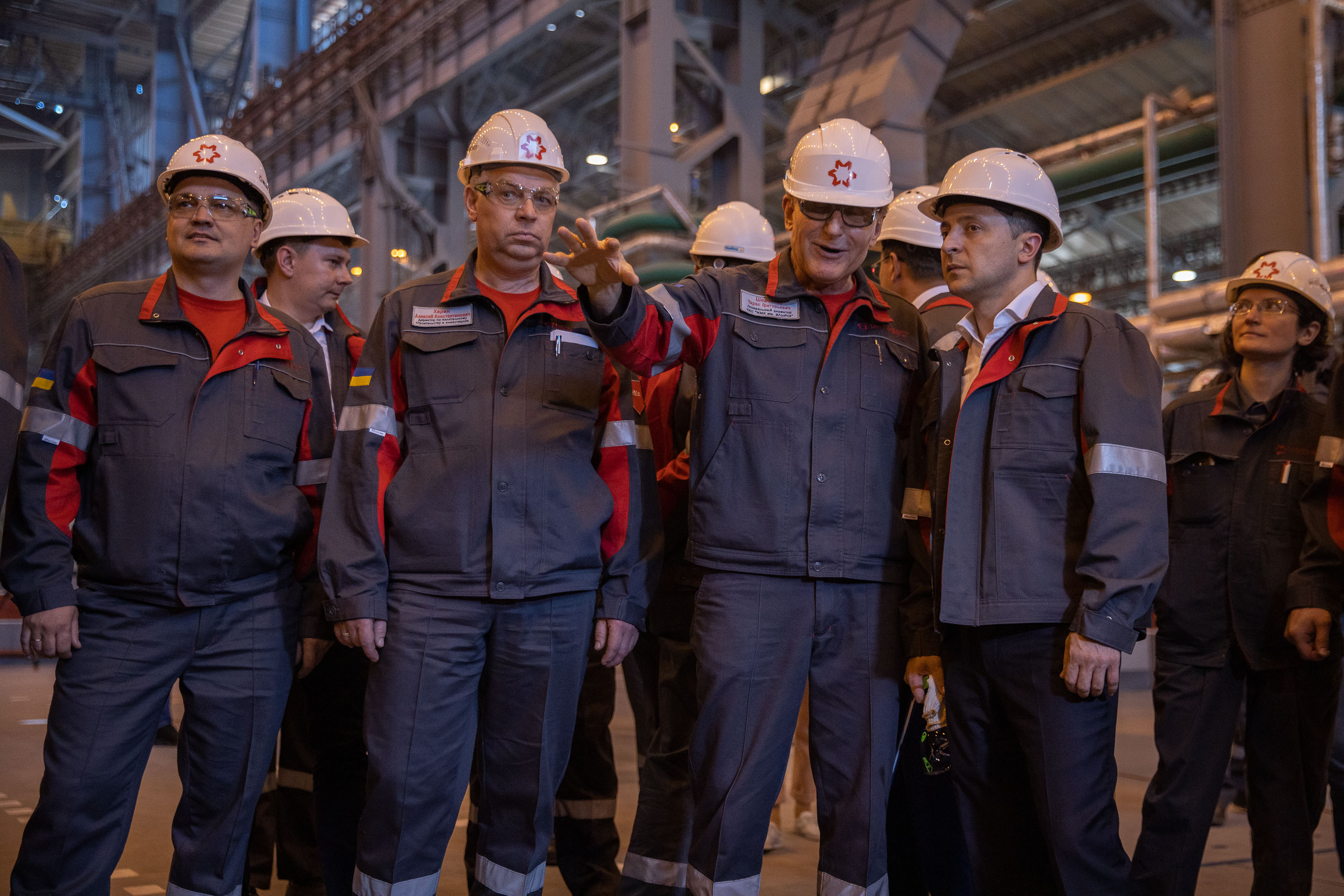
Der ukrainische Präsident Selenskyj (rechte Seite) bei einem Besuch in den Eisen- und Stahlwerken „Iljitsch“ in Mariupol

Metinvest ist ein ukrainischer Stahlkonzern. Den Kern der Metinvest-Gruppe bildet die Holdinggesellschaft Metinvest B.V. mit Sitz in Den Haag. Die Management-Gesellschaft Metinvest Holding LLC hat ihren Sitz in Mariupol. Die Metinvest-Gruppe befindet sich mehrheitlich im Besitz der Beteiligungsgesellschaft SCM Limited des Oligarchen Rinat Achmetow.

## Geschichte
Metinvest wurde 2006 gegründet, um die Geschäftsbereiche Bergbau, Stahlerzeugung und Röhrenproduktion von SCM zu bündeln.
Infolge des russisch-ukrainischen Kriegs wurden auch Anlagen des Asow-Stahlkombinats zerstört, die Produktion in den Stahlwerken in Mariupol und Saporischschja eingestellt und die Werke zunächst in den „hot conservation“-Modus gesetzt. Anfang April 2022 wurde die Produktion in Saporischschja zum Teil wieder aufgenommen. Bis zur militärischen Aufgabe am 20. Mai 2022 kämpften ukrainische Truppen in Mariupol noch gegen feindliche Angriffe. An den übrigen Standorten konnte die Produktion weitgehend aufrechterhalten werden.

## Organisation
Zum Konzern gehören unter anderem das Metallurgische Kombinat Asow-Stahl und die Iljitsch Eisen- und Stahlwerke Mariupol sowie das Stahlwerk in Saporischja weitere Stahl- und Walzwerke in der Ukraine, Bulgarien, Italien und dem Vereinigten Königreich. Weiterhin gehören Unternehmen des Kohle- und Eisenerzbergbaus, mehrere Kokereien und eine Frachtreederei zum Konzern. Mit einer Produktionsmenge von 8,3 Millionen Tonnen Rohstahl und einem Umsatz von 10,4 Milliarden US-Dollar im Jahr 2020 zählt Metinvest zu den größten Wirtschaftsunternehmen der Ukraine und den größten Stahlproduzenten weltweit.